# DDR 오버리가
DDR 오버리가(독일어: DDR-Oberliga)는 독일의 통일 이전 동독의 축구 리그였다.

## 개요
제2차 세계 대전이 끝난 후, 독일은 동독과 서독으로 분할되었다. 그러면서 동시에 나치 독일 당시 있었던 프로 축구 리그 가우리가가 폐지되었고, 동독과 서독에 독립된 2개의 프로 축구 리그가 생겨나게 된다. 이 중 동독에 출범한 프로 축구 리그가 바로 DDR 오버리가이다. 1948년 DS 오버리가라는 명칭으로 출범한 후 1958년 DDR 오버리가로 명칭이 바뀌었다. 첫 4시즌 동안에는 17개에서 19개의 팀이 3개 또는 4개로 나뉜 리그에 참가하였다. 1949-50 시즌에는 14개의 팀이 2개로 나뉜 리그에 참가했다. 그리고 1954-55 시즌부터는 14개의 팀이 2개로 나뉜 리그에 참가하였다.
DDR 오버리가는 전통적으로 가을-봄 시즌으로 나뉘어 행해졌다. 1956년부터 1960년까지는 소련의 영향을 받아 봄-가을 시즌이 행해졌는데, 1961-62시즌부터 다시 가을-봄 시즌으로 돌아갔다. 시즌 진행 경기 수는 26경기에서 39경기로 늘어났고, 클럽들은 홈, 어웨이와 중립지역에서 총 3번 만나 경기를 했다.
DDR 오버리가의 마지막 시즌은 1990-91 시즌이었는데, 독일의 통일 때문이었다. 때문에 DDR 오버리가 클럽들은 서독 축구 리그에 편입되어 참가하게 되었다. 이 중 서독 최상위 리그였던 푸스발-분데스리가에 참가한 클럽은 마지막 시즌 우승팀 한자 로스토크와 준우승 디나모 드레스덴이었다.

## DDR 오버리가 역대 우승 팀
| Season                                                         | Club                     |
| -------------------------------------------------------------- | ------------------------ |
| 1948                                                           | FSV 츠비카우             |
| 1949                                                           | 할레셔 FC                |
| 1949–50                                                        | FSV 츠비카우             |
| 1950–51                                                        | FC 작센 라이프치히       |
| 1951–52                                                        | 할레셔 FC                |
| 1952–53                                                        | 디나모 드레스덴          |
| 1953–54                                                        | FC 로트바이스 에르푸르트 |
| 1954–55                                                        | FC 로트바이스 에르푸르트 |
| 1956                                                           | FC 에르츠게비르게 아우에 |
| 1957                                                           | FC 에르츠게비르게 아우에 |
| 1958                                                           | 포어베르츠 베를린        |
| 1959                                                           | FC 에르츠게비르게 아우에 |
| 1960                                                           | 포어베르츠 베를린        |
| 1961                                                           | 우승팀 없음              |
| 1961–62                                                        | 포어베르츠 베를린        |
| 1962–63                                                        | FC 카를 차이스 예나      |
| 1963–64                                                        | FC 작센 라이프치히       |
| 1964–65                                                        | 포어베르츠 베를린        |
| 1965–66                                                        | 포어베르츠 베를린        |
| 1966–67                                                        | 켐니츠 FC                |
| 1967–68                                                        | FC 카를 차이스 예나      |
| 1968–69                                                        | 포어베르츠 베를린        |
| 1969–70                                                        | FC 카를 차이스 예나      |
| 1970–71                                                        | 디나모 드레스덴          |
| 1971–72                                                        | 1. FC 마그데부르크       |
| 1972–73                                                        | 디나모 드레스덴          |
| 1973–74                                                        | 1. FC 마그데부르크       |
| 1974–75                                                        | 1. FC 마그데부르크       |
| 1975–76                                                        | 디나모 드레스덴          |
| 1976–77                                                        | 디나모 드레스덴          |
| 1977–78                                                        | 디나모 드레스덴          |
| 1978–79                                                        | 디나모 베를린            |
| 1979–80                                                        | 디나모 베를린            |
| 1980–81                                                        | 디나모 베를린            |
| 1981–82                                                        | 디나모 베를린            |
| 1982–83                                                        | 디나모 베를린            |
| 1983–84                                                        | 디나모 베를린            |
| 1984–85                                                        | 디나모 베를린            |
| 1985–86                                                        | 디나모 베를린            |
| 1986–87                                                        | 디나모 베를린            |
| 1987–88                                                        | 디나모 베를린            |
| 1988–89                                                        | 디나모 드레스덴          |
| 1989–90                                                        | 디나모 드레스덴          |
| 1990–91                                                        | FC 한자 로스토크         |
| DDR 오버리가는 1991년 서독 분데스리가에 흡수되면서 폐지되었다. |                          |

## 분리 및 편입
1990년의 통독으로 인해 1991년 'DDR 오버리가'가 폐지되면서 동독의 축구 팀들은 서독의 리그에 편입되어 참가하여야 하는 상황이 발생했다. 이로 인해 동독의 팀들은 서독 리그에 참가하게 된다. 편입되어 참가하는 리그는 1990-91 DDR 오버리가 순위 및 성적에 의해 결정된다. 1990-91 DDR 오버리가 우승팀이었던 한자 로스토크와 준우승 팀 디나모 드레스덴이 서독 분데스리가로 넘어가 참가하게 되었다.
| 편입 리그                      | 팀 |
| ------------------------------ | --- |
| 푸스발-분데스리가(1부 리그)    | 한자 로스토크, 디나모 드레스덴                                                                        |
| 2. 푸스발-분데스리가(2부 리그) | 브란덴부르크, 로코모티프 라이프치히, 켐니처 FC, 카를 차이스 예나, 로트바이스 에르푸르트, 할레셔 FC    |
| NOFV-오버리가(3부 리그)        | 디나모 베를린, 아이젠휘텐슈타트, 포어베르츠 베를린, 마그데부르크, 에네르기 콧부스, FC 작센 라이프치히 |